# Liste der denkmalgeschützten Ensembles in Regensburg

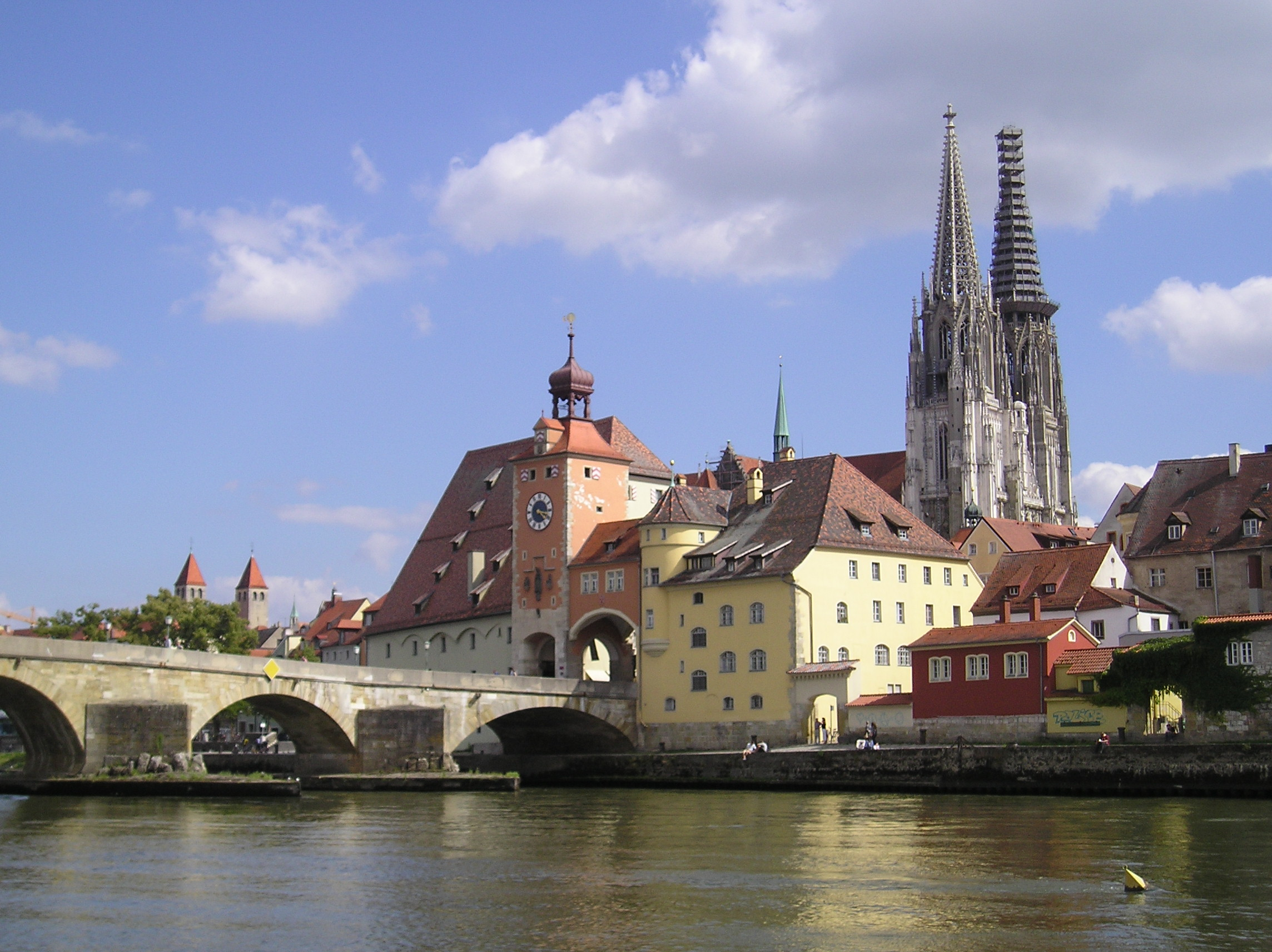
Stadtansicht Regensburg

Auf dieser Seite sind die Baudenkmäler in der bayerischen Gemeinde Regensburg zusammengestellt. Diese Tabelle ist eine Teilliste der Liste der Baudenkmäler in Bayern. Grundlage ist die Bayerische Denkmalliste, die auf Basis des Bayerischen Denkmalschutzgesetzes vom 1. Oktober 1973 erstmals erstellt wurde und seither durch das Bayerische Landesamt für Denkmalpflege geführt wird. Die folgenden Angaben ersetzen nicht die rechtsverbindliche Auskunft der Denkmalschutzbehörde.

## Ensembles in Regensburg
Es gibt nach der veröffentlichten PDF-Liste des Bayerischen Landesamtes für Denkmalschutz mehrere Ensembles in Regensburg. Dabei handelt es sich um eine flächenmäßig zusammenhängende Gruppierung von Baudenkmälern und Flächen, die in ihrem räumlichen Zusammenhang unter Denkmalschutz stehen und auch so wahrgenommen werden.

## Ensembles in der inneren Stadt

### Altstadt Regensburg mit Stadtamhof
E-3-62-000-1
Als mittelalterliche Großstadt besitzt Regensburg europäischen Rang. Das Stadtbild hat den Zweiten Weltkrieg nahezu unversehrt überstanden und weist einen außergewöhnlich reichen Bestand an romanischer und gotischer Architektur auf. Sowohl durch die historische Dichte als auch durch das monumentale Erscheinungsbild lässt sich das gesamte Altstadtgebilde beidseits der Steinernen Brücke als von der mittelalterlichen Stadtmauer eingerahmtes Ensemble erkennen und als mittelalterliche Stadtgestalt erleben.
Ausgangspunkt für die Stadtentwicklung waren das römische Legionslager „Castra Regina“ mit einer Ausdehnung von 540 × 450 Metern und die „Canabae“ (Zivilsiedlung), deren Relikte oberirdisch (Porta Praetoria und Römermauer am Dachauplatz) und unterirdisch (Ausgrabung Niedermünster) in eindringlicher Weise von früher Stadtkultur nördlich der Alpen zeugen. Ein römisches Militärlager als Keimzelle für eine mittelalterliche Herzogs-, Bischofs- und Kaufmannsstadt hat in historischer wie städtebaulicher Sicht exemplarischen Charakter.
Im Stadtgrundriss ist nicht nur die römische Grundlage, sondern auch die bayerische Frühzeit ablesbar: Von größter landesgeschichtlicher Bedeutung ist der agilolfingisch-karolingische Pfalzbereich. Er umfasst den heutigen Alten Kornmarkt, umgeben von den Gebäuden Alter Kapelle, Herzogshof, Römerturm, St. Ulrich, Dom, Stift Niedermünster und Karmelitenkirche St. Josef. Bei St. Emmeram, einem der bedeutendsten bayerischen Klöster, dessen Kirche unmittelbare Nachfolgerin einer spätrömischen Cömiterialkirche St. Georg wurde, entsteht unter Arnulf von Kärnten ein zweiter Pfalzbereich. Die Stadterweiterung und Umwallung der Kaufleutestadt im frühen 10. Jahrhundert steht in Südostdeutschland einzig für diese Zeit. Regensburg wird Hauptstadt des ostfränkischen Reichs, später zur Residenzstadt des baierischen Herzogtums, geschützt von der um 920 fertig gestellten Arnulfinischen Stadtmauer. Dafür sind Belege in den Bischofshöfen der sieben baierischen Bistümer sowie in zahlreichen Kloster- und Grafenhöfen zu finden. Vergleichbar in dieser Hinsicht sind Pavia und Aachen im 8./9. Jahrhundert oder Paris und London im 12./13. Jahrhundert.

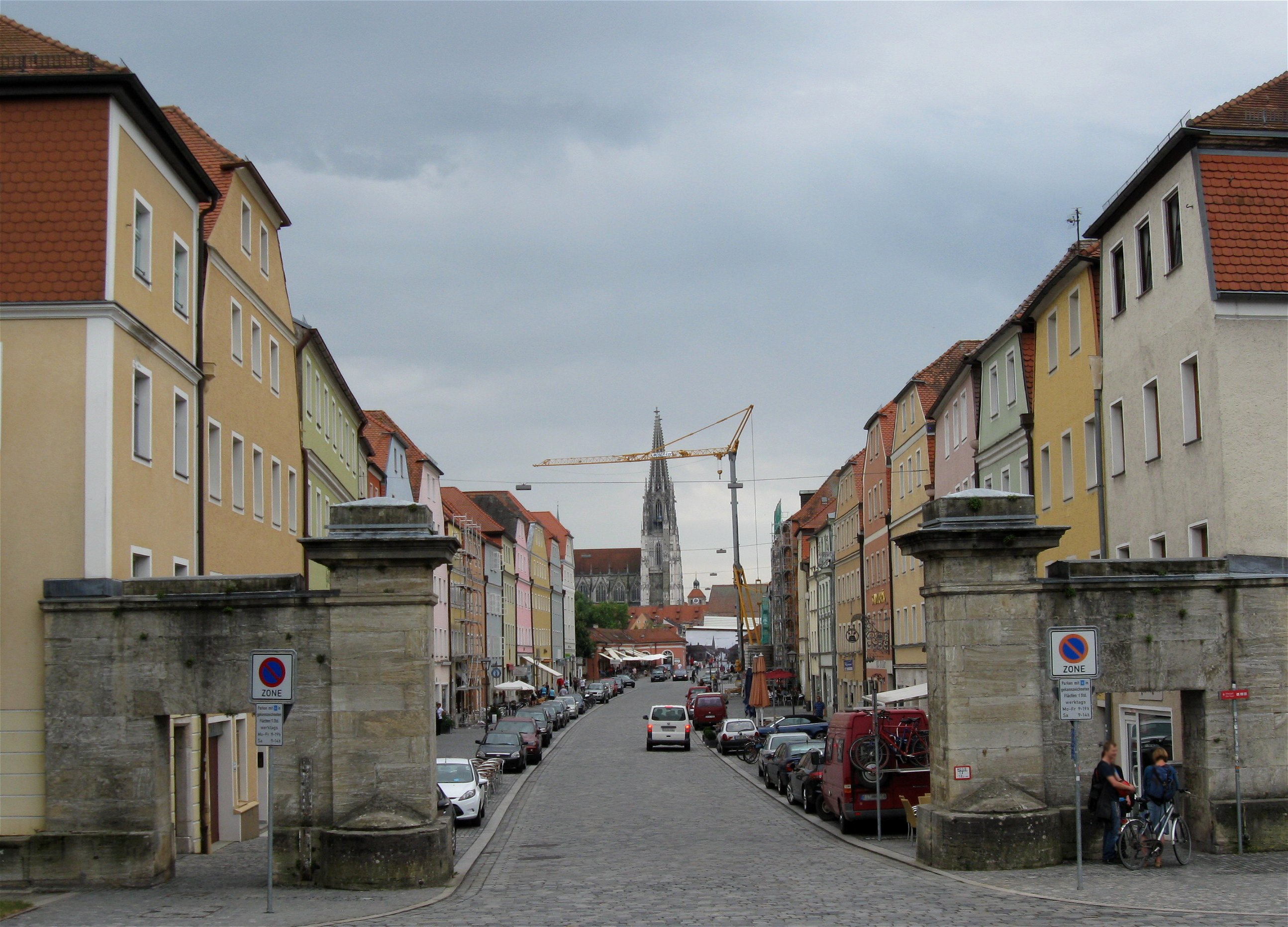
Stadtamhof, Blick durch das Stadttor auf den Dom von Regensburg

Geprägt ist die Stadtgestalt hauptsächlich durch Kirchen und Bürgerbauten, die ihre Grundform häufig schon im 12. und 13. Jahrhundert erhalten haben. Dom, Stiftskirchen, die Klöster der Bettelorden und die in dieser Dichte einzigartigen Patrizierburgen gestalten mit ihren Türmen die Stadtsilhouette. Drei Bereiche zeichnen sich ab: Das Areal des Legionslagers, das sich wiederum in den „pagus cleri“, den Bereich des Bischofs, und den „pagus regi“, den Bereich der weltlichen Herrscher, aufteilt. Von diesem Bereich ist der südöstliche Teil nach den Zerstörung während der napoleonischen Schlacht bei Regensburg 1809 zögernd wiederaufgebaut worden und heute durch seine Lage zwischen Zentrum und Bahnhof besonders durch City-Funktionen belastet.
Der zweite Bereich, westlich davon, ist der „pagus mercatorum“ mit den Türmen und Giebelhäusern des Handelspatriziats als besonders kostbarer Profanarchitektur. Als dritter Bereich sind im Osten und Westen die beiden Vorstädte mit ihren Handwerkerstraßen zu erkennen. Dazu die beiden Donauinseln Oberer Wöhrd und Unterer Wöhrd, durch die Steinerne Brücke und die Eiserne Brücke an die Stadt angebunden und mit Fischer- und Schifferhäusern des 17. und 18. Jahrhunderts ausgestattet. Weiterhin der Brückenkopf Stadtamhof mit dem Spital des 13. Jahrhunderts und mit der Marktstraße nach ihrem Wiederaufbau 1809. Hier in Stadtamhof ist der spätmittelalterliche Kern dieser Vorstadt nördlich der Donau noch deutlich zu erkennen.

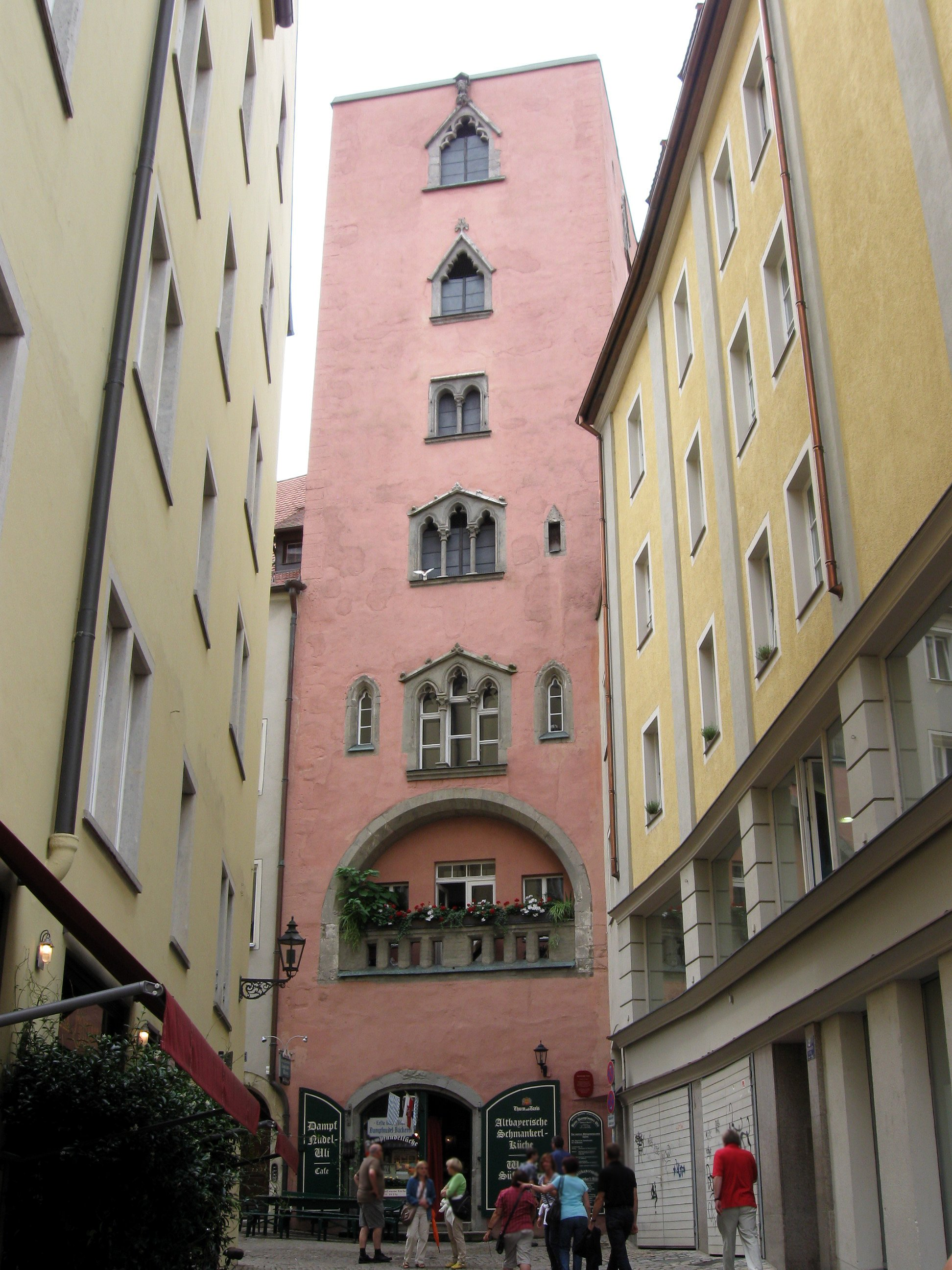
Baumburger Turm

Der Verlauf der mittelalterlichen Befestigungsanlagen des 13./14. Jahrhunderts mit Resten von Stadtmauer und einigen Mauer- und Tortürmen, dem nur noch an wenigen Stellen erkennbaren Stadtgraben und die anstelle der Außenwerke und Bastionen angelegte Fürst-Anselm-Allee markiert noch heute die Ausdehnung der mittelalterlichen Stadt, die sich bis ins 19. Jahrhundert kaum verändert hat. Durch Neubauten ist das Stadtbild gelegentlich gestört, jedoch schränkt dies den Wert des Ensembles nicht wesentlich ein. Die Ablesbarkeit der Stadtgrenzen, das auf römischer Grundlage im Frühmittelalter strukturierte Straßennetz und die in manchen Vierteln und Straßen noch intakte Bebauung mit Kirchen und Wohnhäusern lassen die Regensburger Stadtgestalt als geschlossenes Monument erscheinen. Besonders eindrucksvoll ist die Ansicht der Altstadt von den Winzerer Höhen und dem Dreifaltigkeitsberg im Norden, vom Ziegetsberg im Süden, Prüfening im Westen und Reinhausen im Nordosten.

### Weitere Ensembles in der inneren Stadt
E-3-62-000-6
Ensemble Reichsstraße
Regensburg, das in der ersten Hälfte des 19. Jh. auf Grund der politischen Gegebenheiten seine ehemalige Bedeutung weitgehend verloren hatte, gewann erst mit dem Anschluss an das europäische Eisenbahnnetz im Jahr 1873 wieder langsam seine ökonomische Grundlage als Handelsstadt zurück. Parallel hierzu stieg die bis dahin stagnierende Bautätigkeit wieder an, der mittelalterliche Stadtbereich wurde zu klein, Durchbrüche der Stadtmauern und Auffüllung der Stadtgräben waren die Folge: 1868 der Durchbruch am Klarenanger und damit der Zugang zum Bahnhof, 1889 der Durchbruch am Neuen Gymnasium und die endgültige Auffüllung des östlichen Stadtgrabens.

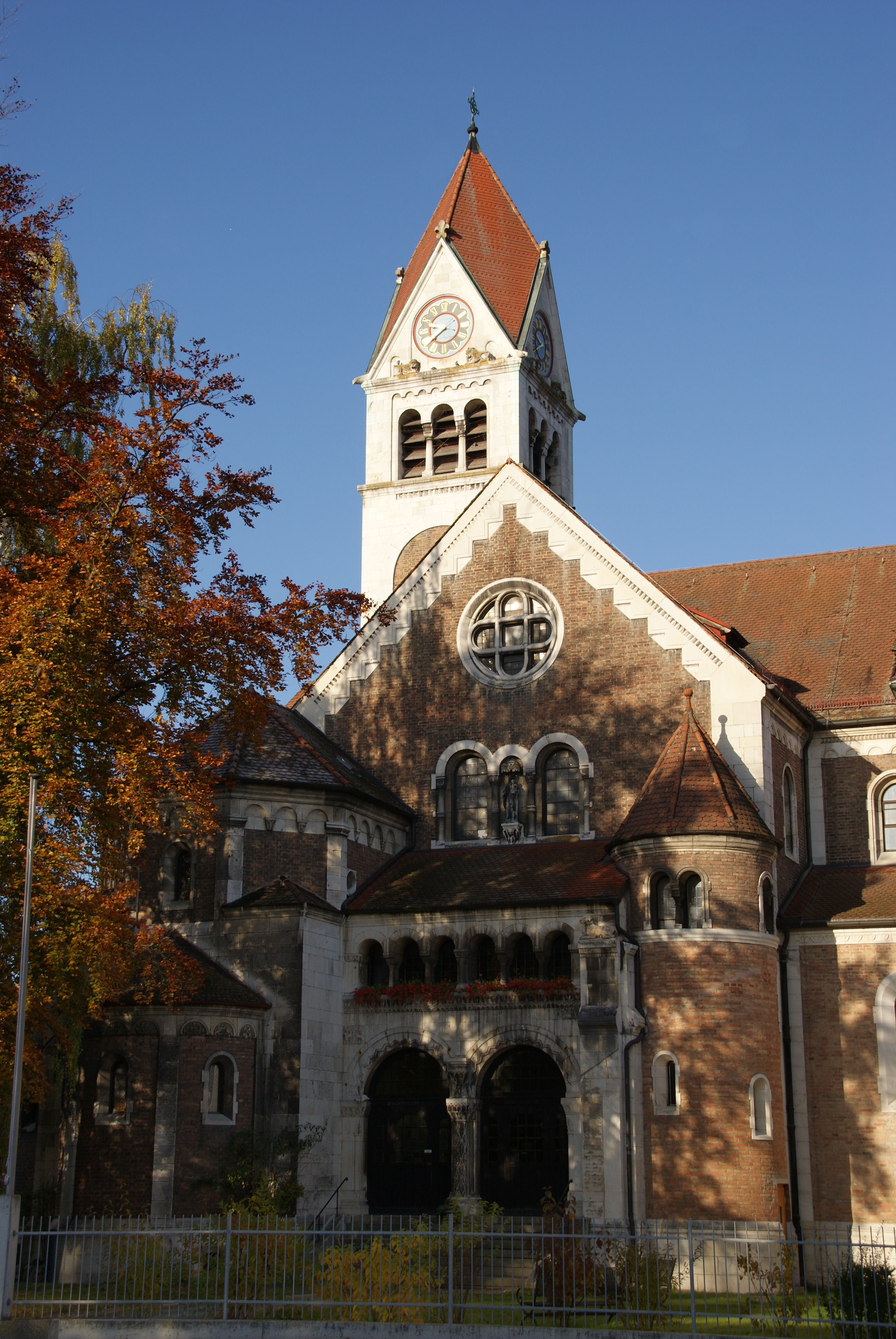
Regensburg – St. Cäcilia

In diesem östlichen Bereich, begrenzt durch die alten Handelswege der Straubinger und der Landshuter Straße, entstand um 1870 auf der Grundlage eines schachbrettartigen Grundrisses der erste zusammenhängende Bebauungsgürtel Regensburgs außerhalb des mittelalterlichen Stadtkernes. Zentrum und Rückgrat dieser Stadterweiterung bildete dabei die Reichsstraße als Verlängerung des Durchbruches am Neuen Gymnasium. Durch die Ausrichtung dieser Straße auf die Domtürme wurde das neue Stadtviertel auch optisch an den Altstadtkern angebunden. Die Straßenbenennungen (Sedan- und Weißenburgstraße) erfolgten, wie bei ähnlichen Stadterweiterungen in München und Chemnitz, zur Erinnerung an den soeben gewonnenen Krieg mit den Namen von Schlachten in Frankreich. Mit der Errichtung öffentlicher Gebäude in den Randzonen suchte man das neue Viertel durch Monumentalbauten aufzuwerten; so entstanden nacheinander die Kreistaubstummenanstalt an der Landshuter Straße (1881), das Neue Königliche Garnisonslazarett an der Greflinger Straße (1889), das Neue Königliche Gymnasium (1893/94), die Pfarrkirche St. Cäcilia (1899/1901) und der reich gegliederte Bau der Landesversicherungsanstalt (1901).
Da Regensburg auch in der zweiten Hälfte des 19. Jh. von einer stark wachsenden Industrialisierung verschont blieb und keinen Zustrom von Arbeitermassen zu verzeichnen hatte, konnte die Wohnbebauung dieses Viertels im sog. offenen Pavillonsystem erfolgen. Die zwei- bis dreigeschossigen villenartigen Bauten sind von Parkanlagen umgeben und grenzen mit einem eingefriedeten Vorgarten zur Straße. Die reichen Gründerzeitfassaden, meist in Neurenaissance- und Neubarockformen, dazu einige Bauten aus der Zeit des Jugendstils sind Ausdruck des wachsenden Wohlstandes des gehobenen Bürgertums der Stadt Regensburg, das sich in diesem Neubauviertel niederließ. Nach der Jahrhundertwende erlebte das Viertel eine Fortschreibung, die Bautätigkeit verlagerte sich nach Südwesten in den Bereich der Landshuter-, Luitpold- und Hemauer Straße. Im Jahre 1936 erfuhr das neue Ostenviertel durch den Bau der Nibelungenbrücke und den dadurch bedingten vierspurigen Ausbau der Weißenburgstraße eine Zäsur, die ursprünglich nicht in dieser Schärfe vorgesehen war.
E-3-62-000-5
Prinz-Rupprecht-Straße

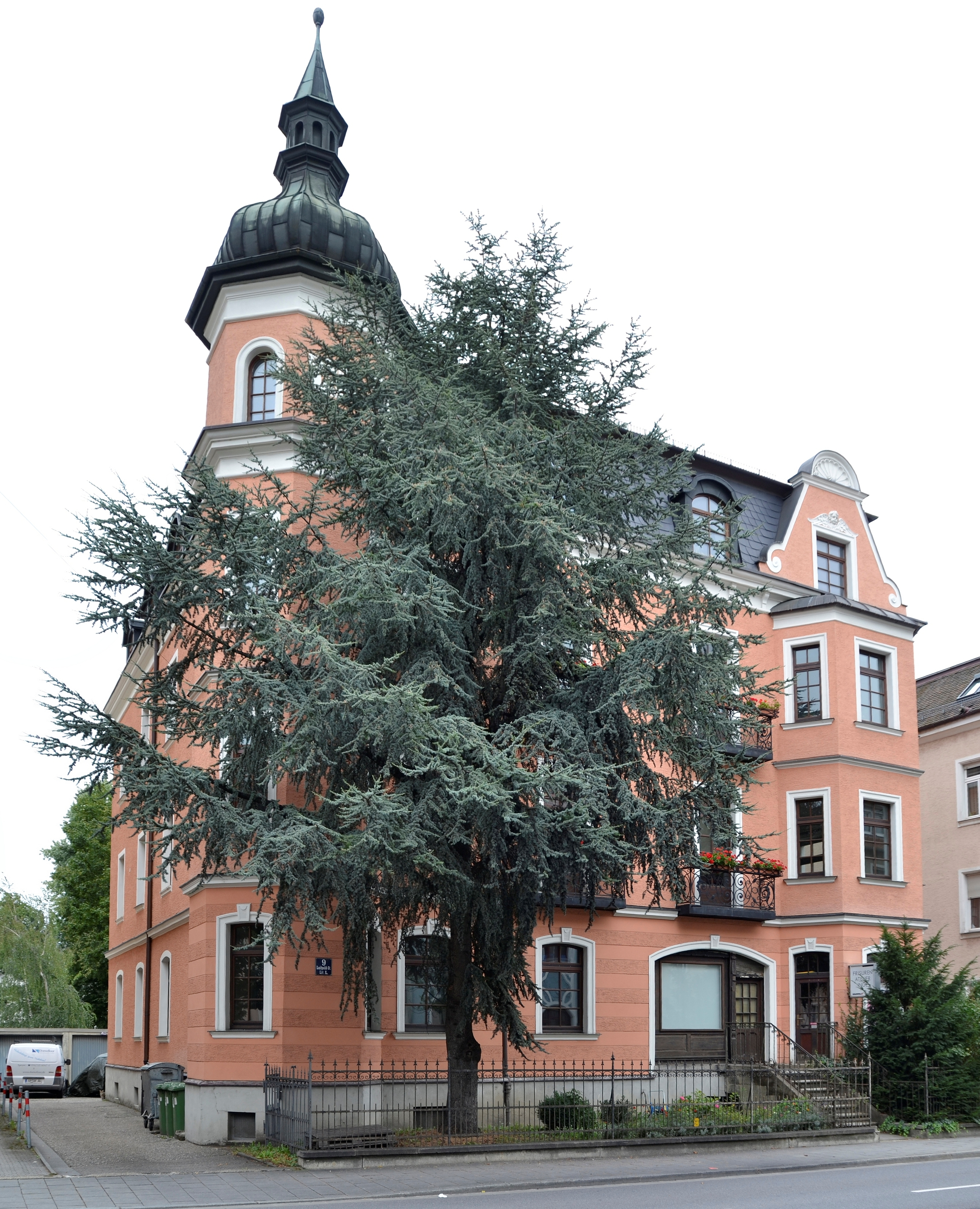
Luitpoldstraße 9 – Regensburg

Die Kleinsiedlung im Straßengeviert Prinz-Rupprecht-Straße, Reiterstraße, Damaschkeweg und Rosenweg ist der homogenste Bestandteil einer groß angelegten Siedlung, die sich ehemals bis zur Landshuter Straße erstreckte. Bereits wenige Monate nach der Reichsverordnung zur Beschaffung von Siedlungsland vom 29. Januar 1919 wurde von der Stadt Regensburg ein Gebiet südöstlich der ehem. Kavalleriekaserne als Baugrund ausgewiesen, das bis 1925 weitgehend bebaut worden ist. Schon die Benennung einer der neu angelegten Straßen nach Adolf Damaschke, dem führenden Bodenreformer der Zeit um die Jahrhundertwende, lässt die große soziale Bedeutung dieser wohl ersten Siedlung des sozialen Wohnungsbaues in der Oberpfalz erkennen. Auch das Bemühen des in der Heimatstilbewegung führenden Architekten Emanuel von Seidl um einen Bauauftrag, den er jedoch nicht erhielt, lässt erkennen, welche Bedeutung damals diesem Projekt beigemessen wurde. Als Bauträger traten mehrere Gesellschaften auf, u. a. die Siedlungsgenossenschaft „Eigene Scholle“ und die neu gegründete „Baugenossenschaft des Reichsverbandes der Kriegsgeschädigten und Kriegshinterbliebenen“, die jeweils für einen Bauabschnitt der Siedlung verantwortlich waren. Das Geviert zwischen Prinz-Rupprecht-Straße und Rosenweg lag in der Obhut der Stadtbau GmbH. Sie ließ hier 1923/24 als Planfertiger und Bauträger Wohnungsbauten in zwei Grundtypen errichten. Diese Bauten zählen zu den wichtigsten Beispielen für die Bewältigung des Wohnungsproblems nach dem Ersten Weltkrieg in Regensburg.
Dieser durch die Stadtbau GmbH errichtete Siedlungsteil erstreckt sich innerhalb eines Straßengevierts. Eine doppelte, dreigeschossige Mietshauszeile, die durch risalitartig vorgezogene Treppenhäuser rhythmisiert wird, bestimmt die Erscheinung zur Prinz-Rupprecht-Straße. Seitlich schließen zweigeschossige Walmdachbauten an, die außen zu den freistehenden, zweigeschossigen Mehrfamilienhäusern überleiten, die das Geviert an den drei verbleibenden Straßen umrahmen. Der Hofraum ist parzelliert und diente den Mietern ehemals zur Versorgung mit Obst und Gemüse. Teile der Gärten sind nachträglich bebaut worden.
E-3-62-000-7
Wittelsbacherstraße
Um 1860 wurden südwestlich vor der Altstadt, vom Jakobstor aus nach Süden, eine Reihe von Villen angelegt, die mit ihrer Schauseite auf den Verlauf der Fürst-Anselm-Allee und damit auf den Grüngürtel entlang dem einstigen Stadtmauerverlauf Bezug nehmen.
E-3-62-000-4
Obere Regenstraße
Die geradlinige, konsequente Zeilenbebauung begleitet das linke, östliche Ufer des Flusses Regen. Sie besteht aus giebelständigen Kleinhäusern, die im 19. Jh. teils ausgetauscht, teils zu einem zweiten Geschoss aufgestockt wurden. Der Wechsel zwischen Giebeln und Halbwalmdächern und der Ausblick über den Fluss hinweg zur Regensburger Altstadt mit den Domtürmen gibt dem Ensemble eine besondere Prägung.

## Ensembles in der äußeren Stadt

### Ensemble Ganghofer-Siedlung
E-3-62-000-8

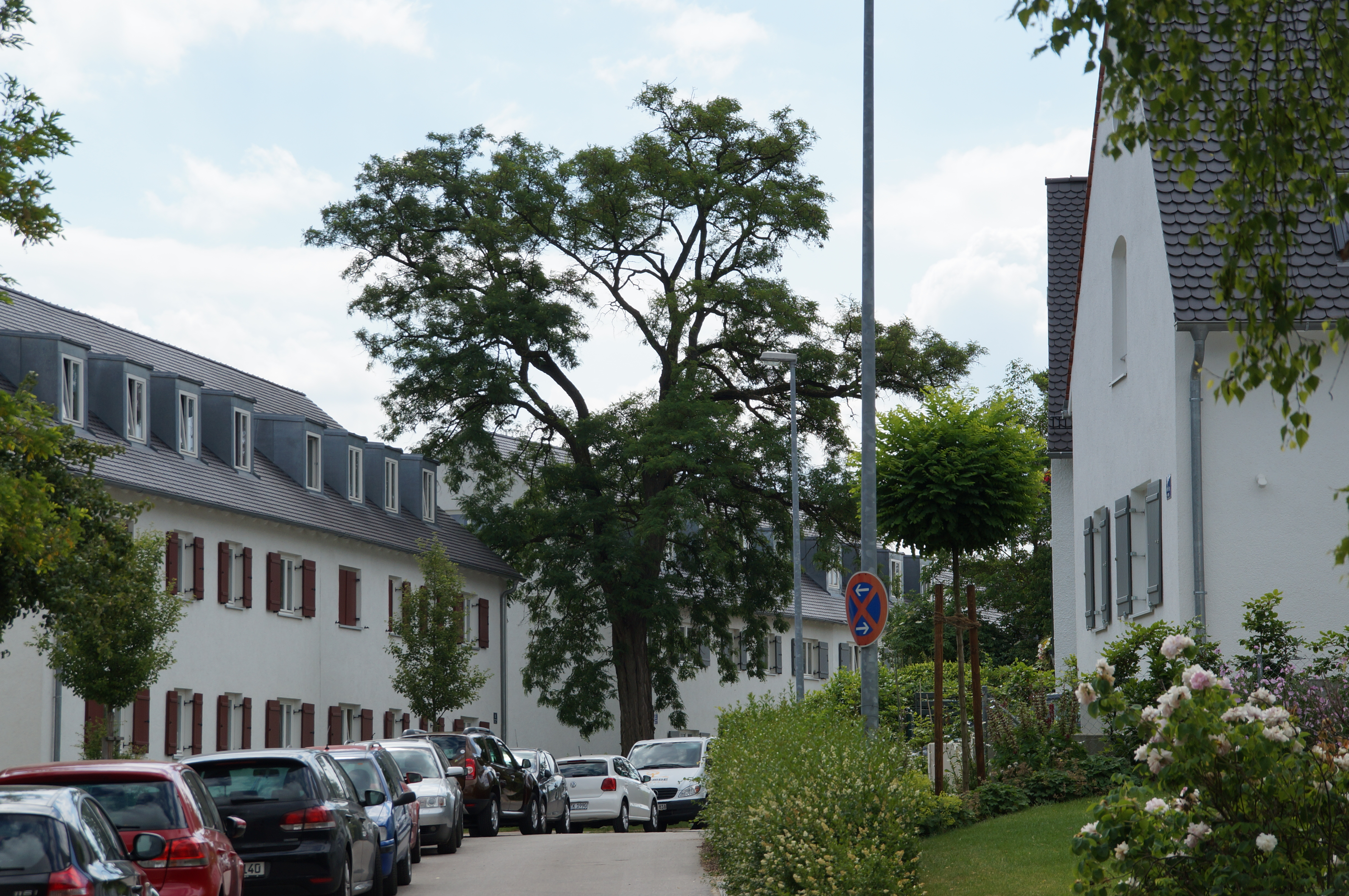
Ensemble Ganghofer-Siedlung, Regensburg, Maria-Herbert-Straße

Die heutige Ganghofer-Siedlung entstand im Wesentlichen von 1936 bis 1939 und führte bis zum Ende des Zweiten Weltkriegs den Namen „Siedlung Göring-Heim“. Im Zuge der vom NS-Regime betriebenen Aufrüstung war im Juli 1936 ein Zweigwerk der in Augsburg ansässigen Bayerischen Flugzeugwerke AG gegründet worden, das wenig später selbstständig als Messerschmitt GmbH firmierte. Als Produktionsstätte der Messerschmitt GmbH wurde im äußeren Westen von Regensburg, 2 km westlich des Stadtzentrums mit einer Investition von 11 Millionen RM Werksanlagen gebaut, für die im Mai 1937 Richtfest gefeiert wurde.
Schon während der Aufbauphase dieses Werkes wurde zur Wohnungsversorgung von einigen hundert Facharbeitern und Angestellten, die zum Teil mit ihren Familien nach Regensburg befohlen wurden, der Bau einer eigenen, 2 bis 3 km südöstlich vom Werksgelände gelegenen Siedlung geplant und in Angriff genommen. Die organisatorische Vorbereitung und Aufsicht lagen bei der Siedlungsgesellschaft „Bayerische Heimstätten GmbH“, während die Messerschmitt GmbH selbst zum überwiegenden Teil die Finanzierung trug. Der Gesamtentwurf für die Siedlung wurde bis Ende 1936 unter Stadtbaurat Albert Kerler von der Abteilung Stadterweiterung des Stadtbauamtes entwickelt; hinsichtlich der Grünanlagen-Planung war das Stadtgartenamt beteiligt.
Das Bauprogramm, das in zwei Schritten die Schaffung von insgesamt 1140 Wohnungen vorsah, wurde zu über zwei Dritteln realisiert: 1936/37 entstanden in einer ersten „Bauvornahme“ 608 Wohnungen in 152 Eigenheimen mit Einliegerwohnung und 76 Vierfamilienhäusern. Von einem zweiten Bauabschnitt, der die Erstellung von über 500 weiteren Wohnungen zum Ziel hatte, konnten im Jahr 1939 noch 248 Wohnungen in 20 Vierfamilien- und 21 Achtfamilienhäusern erstellt werden. 17 kriegsbeschädigte Eigenheime der 1. Bauphase wurden in den 1950er Jahren nach leicht modifiziertem
Typenhausplan wiederhergestellt. Der zur Ausführung gekommene Teil des ursprünglich noch umfangreicher geplanten
Siedlungskomplexes dehnt sich am Hang des „Ziegetsberges“ oberhalb von Kumpfmühl weitläufig aus. Die innerhalb des Terrains bestehende leichte Höhenstaffelung von Norden nach Süden wurde für die städtebauliche Strukturierung, aber auch zur Schaffung von Blickbezügen auf Altstadt und Domtürme ausgenutzt. Die als Ausfallstraße nach Südwesten schon vorgegebene Augsburger Straße wurde beiderseits durch etwa parallele Straßenzüge ergänzt (heute Von-Richthofen-Straße und Roseggerstraße); weiter östlich wurden mit der heutigen Theodor-Storm- und Adalbert-Stifter-Straße zwei entsprechende Achsen zur Längserschließung angelegt. Die hangparallelen Querverbindungen wurden als reine Wohnstraßen jeweils in leichten Biegungen geführt.

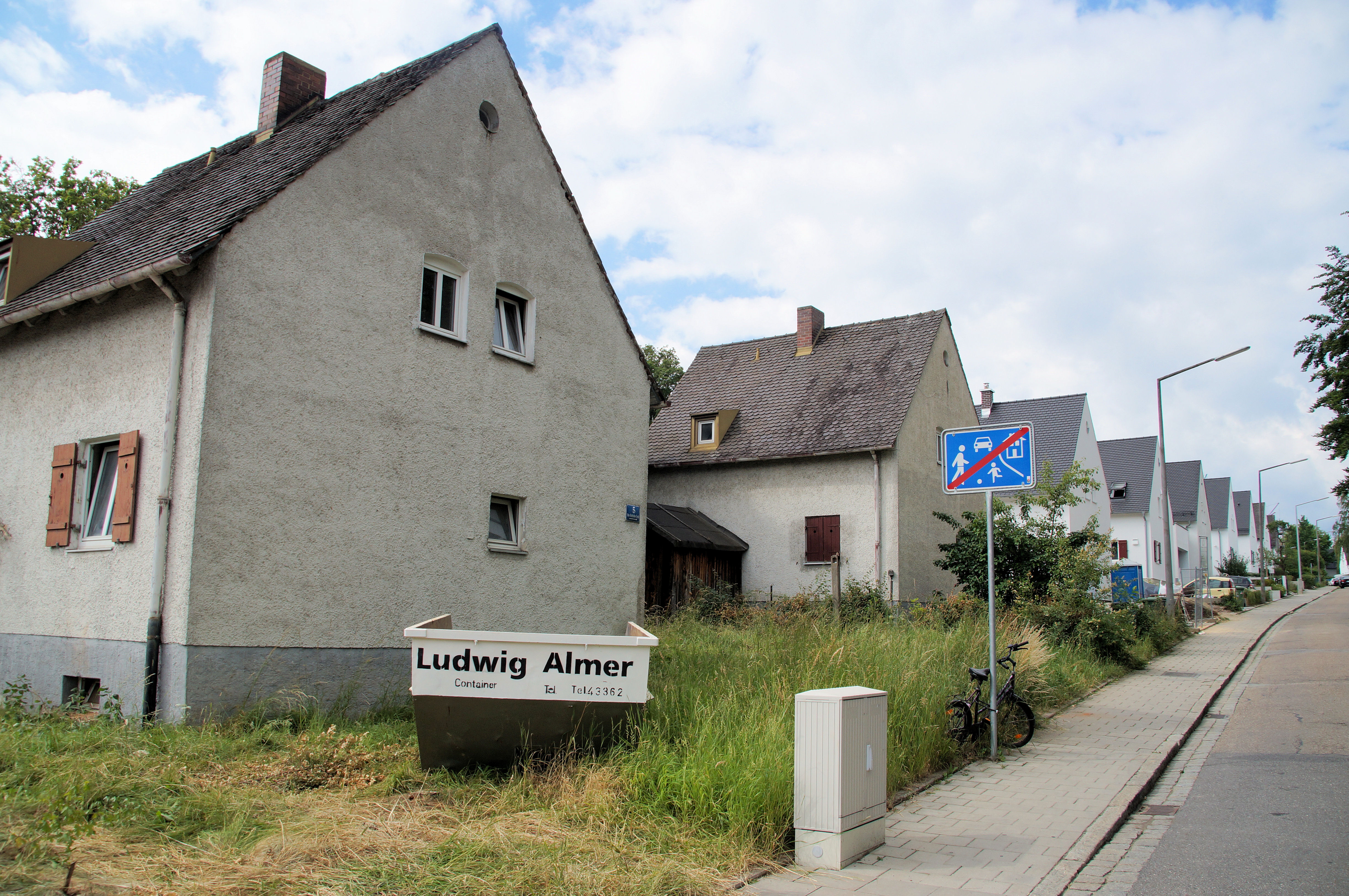
Ensemble Ganghofer-Siedlung, Regensburg, Von-Richthofen-Straße (Juni 2014)

Charakteristisch für die Konzeption wie für die heutige Erscheinung der Siedlung ist die Verwendung von zwei Grundtypen von Wohnhäusern; einerseits das freistehende Einzelwohnhaus mit Einliegerwohnung, das als erdgeschossiger Giebelbau zur Straße hin ausgerichtet und in gleichmäßiger Folge aufgereiht ist, andererseits das zweigeschossige
Vierfamilienhaus, das als traufständiger Satteldachbau innerhalb einer Zeile einzeln steht oder zur Gruppe mit acht bis zwölf Wohnungen zusammengezogen ist. Gemeinsames Charakteristikum beider Haustypen ist, bei allen Varianten in den Details, eine betonte Nüchternheit und Strenge, durch die vor allem die Kubatur der Baukörper zur Geltung
gebracht wird. Da die „Siedlung Göring-Heim“ für die „wertvolleren Teile“ der Arbeiterschaft bestimmt war, lagen hier die Mieteinheiten beim Typ Kleine Wohnung mit ca. 51 m² und beim Typ Große Wohnung mit ca. 63 m² bezeichnenderweise über der Norm der seinerzeit bevorzugt gebauten Volkswohnungen oder Kleinsiedlerstellen. Zum Programm der Siedlung gehörten auch Versorgungseinrichtungen und Gemeinschaftsbauten, die die Wohnbebauung an städtebaulich markanten Eck- oder Kreuzungspunkten akzentuieren und funktionell ergänzen sollten. Die schon im Gesamtentwurf von 1936 vorgesehenen fünf „Geschäftshäuser“ sind heute noch in ihrer Platzierung, zum Teil auch im Bestand selbst erkennbar. In diesem Sinne erweist sich das erst 1950–52 errichtete Gasthaus (Wilhelm-Raabe-Straße 1) durchaus als Fortschreibung des ursprünglichen Baugedankens. Die im Nordosten des Siedlungsgebiets gelegene Schule (Brentanostraße 13), die sich als Solitärbau von der sonstigen Wohnbebauung deutlich absetzt, war gleichfalls schon Bestandteil des 1936 vorgelegten Gesamtprojekts, konnte aber aufgrund der Restriktionen der Kriegswirtschaft erst 1939–41 erbaut werden.
Abgesehen vom erst kurz vor 2015 entstandenen Wohnhauskomplex samt Einkaufszentrum am Beginn der Boelckestraße und abgesehen von weiteren massiven Umbaumaßnahmen an vielen Häusern, insbesondere der baulichen Veränderungen am südlichen Randbereich der Karl-Stieler-Straße, blieb die Siedlung bis ca. 2010 nahezu unverändert erhalten. 2015 war  der alte Zustand trotz der vollzogenen  Veränderungen noch voll erkennbar. Die Einzelgebäude entsprechen bis hin zu den Ausbaudetails überwiegend noch dem Zustand der Erbauungszeit. Da seitdem innerhalb des gesamten Siedlungsbereichs kaum eine bauliche Verdichtung stattfand, sind auch die räumlich-flächenhaften Zusammenhänge erfahrbar geblieben. Das gefällige gartenstadtähnliche Bild der Ganghofer-Siedlung darf aber nicht über die Entstehungsbedingungen hinwegtäuschen: In der Ideologie des NS-Systems als Element sozialer Fürsorge ausgegeben, sollte mit dem Bau derartiger Siedlungen die Bindung der Betriebsangehörigen untereinander und an das nah benachbarte  Werk als ihren Arbeitsplatz gefördert werden. Die Siedlung wurde also auch als ein Instrument zur Kontrolle und Disziplinierung der Werkrksarbeiter geschaffen. Auch dieser Hintergrund ist mit der Ganghofer-Siedlung zwar in signifikanter Weise dokumentiert, öffentlich heute jedoch weithin vergessen.
Von 1945 bis 1949 wurde die damalige Ganghofersiedlung nach dem verlorenen Zweiten Weltkrieg geschlossen und die Wohnungen von der amerikanischen Besatzungsmacht requiriert. Die Siedlung sollte genutzt werden  als ein Zentrum zur Unterbringung und Vorbereitung der Repatriierung tausender „displaced persons“ aus der Ukraine. Unter den einquartierten Personen war damals für kurze Zeit auch John Demjanjuk, der sich  hier auch verheiratete. Siehe auch UNRRA und Flüchtlingspolitik (Deutschland).

### Ensemble in Regensburg-Niederwinzer
E-3-62-000-3
Ortskern Niederwinzer
Das Ensemble umfasst den Kern des Ortsteiles Niederwinzer, der ehem. Hofmark und späteren Gemeinde Winzer a.d. Donau, die 1904 nach Regensburg eingemeindet wurde. Es erstreckt sich an einem schmalen Streifen zwischen dem linken Ufer und dem Prallhang der Donau, den sog. Winzerer Höhen.
Winzer weist seit dem 7. Jh. eine kontinuierliche Besiedelung auf, die durch Schenkungen u. a. an das Bistum Salzburg und an das Regensburger Kloster Sankt Emmeram zu belegen ist. 1314 freiten die Herzöge Rudolf und Ludwig die Feste Niederwinzer und schufen damit die Grundlage für eine kleine, bis zum Beginn des 19. Jh. bestehende Hofmark. Die Verlegung der alten Handelsstraße Nürnberg–Regensburg durch Niederwinzer im Jahre 1486 und die exponierte geographische Lage vor den Toren der freien Reichsstadt Regensburg wirkten prägend auf das Ortsbild ein. Die im 18./19. Jh. entstandenen Häuser reihen sich entlang der Straße hangseits meist traufseitig (Nürnberger Straße 232, 234, 236, 238, 240 mit gemeinsamer Trauflinie und geschlossener Straßenfront), zur Donau hin giebelständig, ausgenommen lediglich die ehem. Brauerei und Malzfabrik (Nürnberger Straße 249//253), die als stattlichstes Anwesen im Ort ehemals eine eigene Schauseite zur Donau hin ausprägte. Terrassierungen am Bergrücken und Kelleranlagen an der Hangseite weisen auf die ehem. ökonomische Grundlage des Dorfes, den Weinbau, hin. Winzer, das zur römischen Zeit „ad vineas“, später „vuinzara“ genannt wurde, war das ganze Mittelalter hindurch bis in das Zeitalter des Barock ein reiner Weinort.

### Ensemble in Regensburg-Reinhausen
E-3-62-000-2
Wohnsiedlung Arberstraße

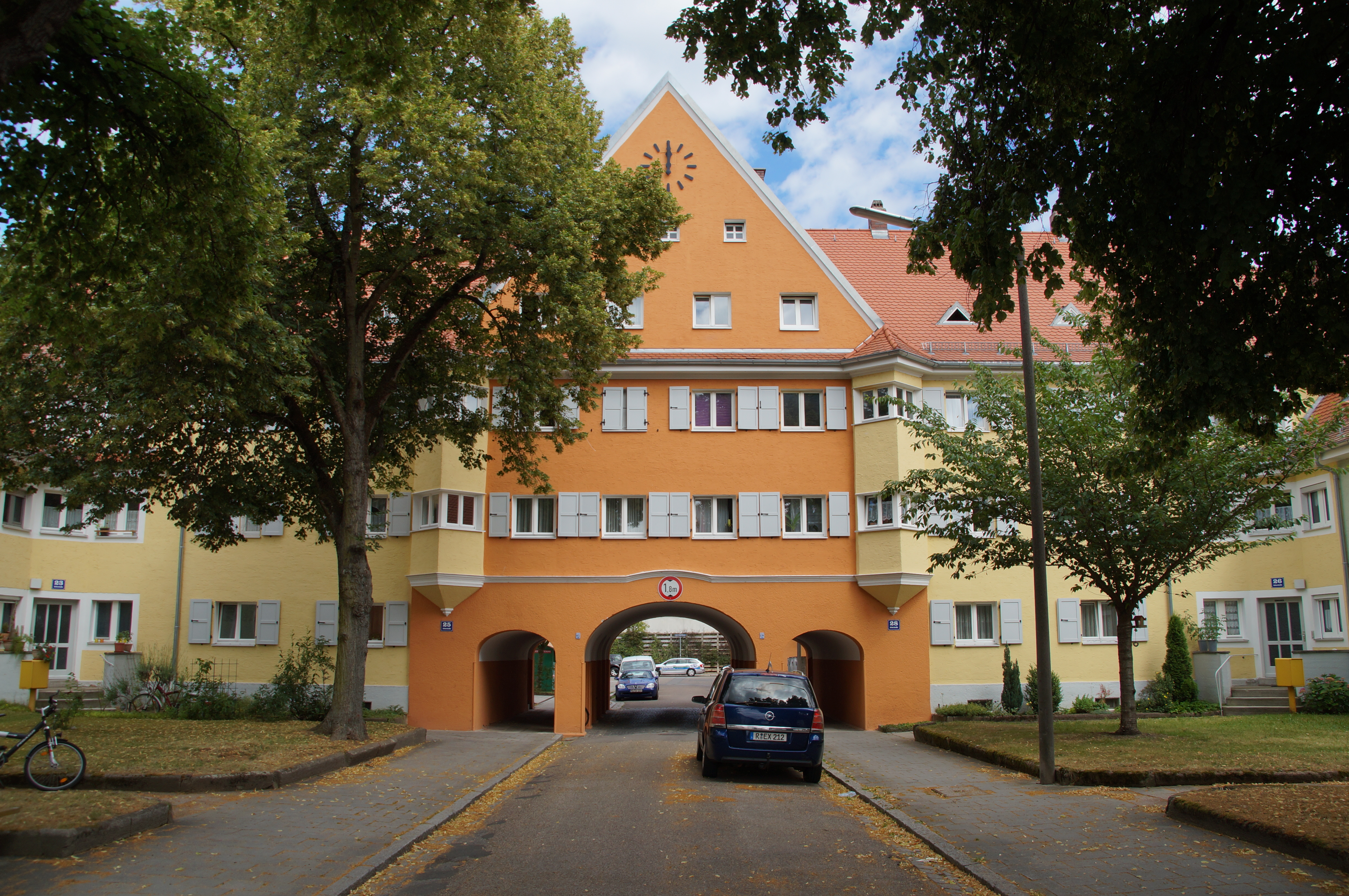
Torgebäude in der Arberstraße

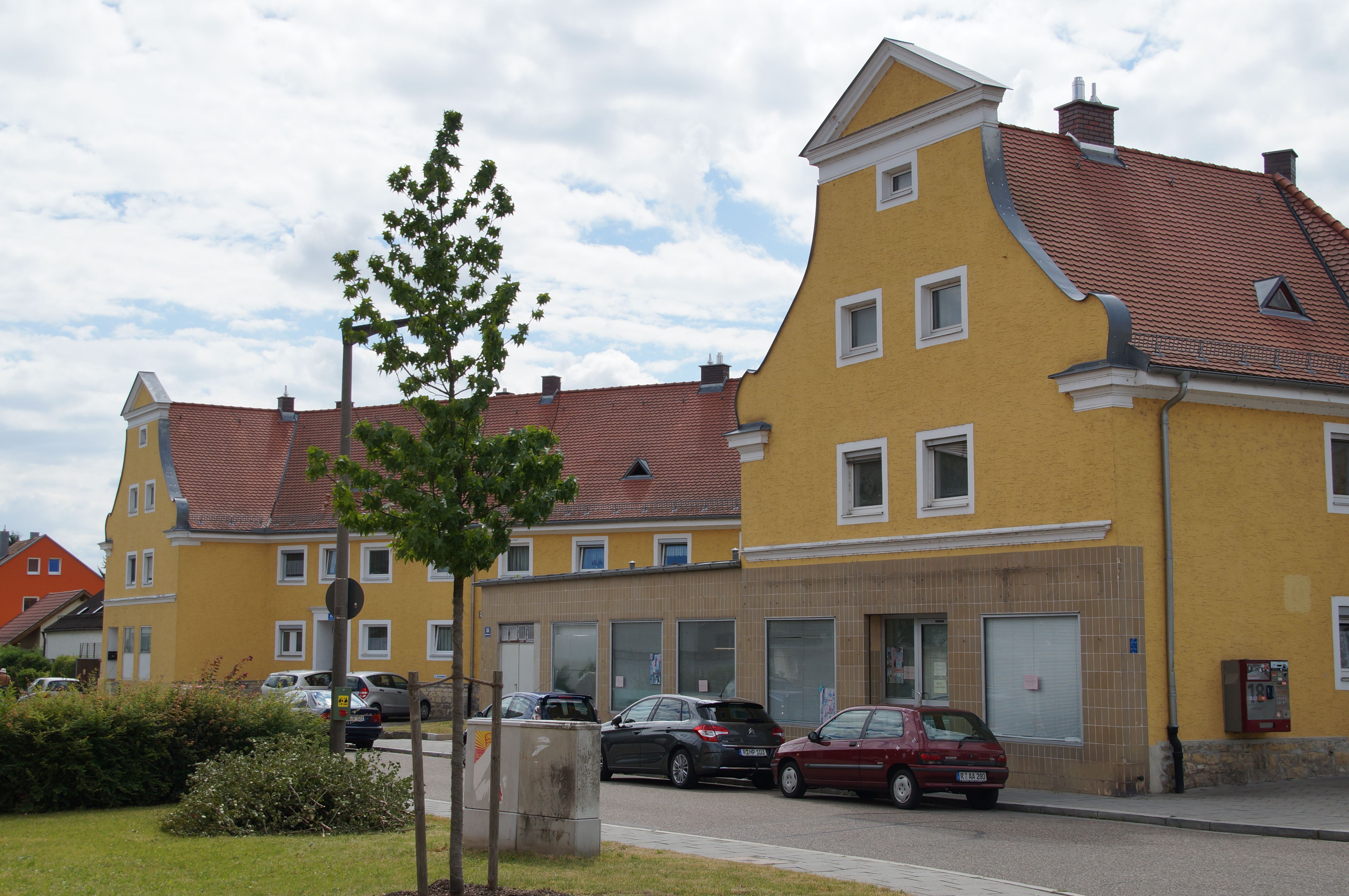
Ladengeschäft in der Alten Waldmünchener Straße

Der Bau der Arbeitersiedlung in Reinhausen begann kurz nach der Reichsverordnung vom 29. Januar 1919 zur Beschaffung von Siedlungsland und sollte vor allem zur Linderung der Wohnungsnot von sozial schwach gestellten und kinderreichen Familien in Reinhausen dienen. Reinhausen, bis zu seiner Eingliederung nach Regensburg 1924 das größte Dorf der Oberpfalz, besaß neben seiner verkehrsgünstigen Lage vor allem die Möglichkeit einer ungehinderten Erweiterung.
Als Träger der Wohnanlage konstituierte sich 1919 eine „Gemeinnützige Baugenossenschaft für Kleinsiedlungen und Kriegerheimstätten e.G.m.b.H. Stadtamhof und Umgebung“, die sich später „Gemeinnützige Baugenossenschaft Stadtamhof und Umgebung eG“ nannte. Die St.-Katharinen-Spitalverwaltung gab Baugelände zu verbilligtem Preis ab; als planender und ausführender Architekt wurde Carl Winkler beauftragt.
Der erste Bauabschnitt entstand bereits 1919 an der Alten Waldmünchener Straße (1969/70 für Neubauten abgerissen), die Fertigstellung zog sich in mehreren Bauabschnitten bis 1930 hin. Mit der Einrichtung einer Schankwirtschaft mit Kolonialwarengeschäft 1924 in der heutigen Arberstraße 15 und dem Bau eines Konsum- und Metzgereiladens 1926 an der Alten Waldmünchener Straße 47–51 wurde die Infrastruktur der auch auf Selbstversorgung angewiesenen Bewohner verbessert. Die weitläufige Siedlung wird durch zweigeschossige, sparsam historisierende Miethauszeilen in geschlossener Bauweise bestimmt, die sich um begrünte und bepflanzte Höfe sowie um platzartig erweiterte Straßen gruppieren. Freistehende Mehrfamilienhäuser im Südwesten lassen auf eine variable Planung der Wohnanlage schließen. Mit einem dreigeschossigen und giebelständigen Wohnbau als Toranlage im Osten der Siedlung wird der bis heute relativ geschlossene Charakter der Siedlung unterstrichen. Für diese Siedlungsarchitektur charakteristisch ist der bewusste Kontrast barockisierender Walmdachbauten mit Lisenen und betonten Eingangsportalen, klosterähnlicher Wohnhauszeilen mit Schweifgiebeln, von Elementen des Heimatstils neben Elementen des „Neuen Bauens“, z. B. Eckfenstern, um den Anschein des historisch Gewachsenen zu geben.